# Tytthobittacus macalpinei
Tytthobittacus macalpinei is een schorpioenvliegachtige uit de familie van de hangvliegen (Bittacidae). De wetenschappelijke naam van de soort is voor het eerst geldig gepubliceerd door Smithers in 1973.
De soort komt voor in Australië.